# Велика скупштина у Београду
О Митровдану 6. новембра 1817. састала се у Београду редовна кнезовска и старешинска скупштина, ради одређивања пореза и прегледања рачуна. Кад је тај посао завршен, прешло се на други, много важнији: кнез Милош проглашен је наследним кнезом Србије. О томе проглашењу састављен је нарочити акт, у облику адресе, који су сем свих присутних кнезова и старешина још потписала и нека свештена лица, a међу њима Агатангел, митрополит београдски, владика ужички Герасим, архимандрити манастира Враћевшнице, Каленића, Раванице, ваљевски прота и др. У списима мемоариста, ова скупштина названа је великом ради тога што су јој присуствовала и друга лица која нису учествовала у раду редовних скупштина.
У скупштинској адреси која је том приликом донесена каже се за кнеза Милоша да је он народу дао
 
присуствујући мир и тишину
и изјављује му се благодарност за то, и за све његове добре уредбе које је у народу учинио. 
 
Молили смо га много и принудили да восприми за живота свога тјаготy овога правленија које је примио с побужденијем, само из љубови коју има к роду својем и отечеству... Кад благи Бог од нас изволи узети љубезног нашег правитеља и Господара Милоша, и преставити у вечно блаженство, тогда непосредствено да прејвмстује овај чин и правленије целог народа нашег најближи сродник од племена више поменутог љубезног Господара нашег Милоша, кога он у особитом свом завјешчанију нарече, и тако да траје до последњег јего потомства. И то хоћемо и желимо за славу и похвалу отечества, и за возмездије трудов и подвигов и опасности које је подносио и подноси посведневно народ наш...
Истога дана о тој одлуци обавештен је и београдски везир Марашлија, нарочитим писмом, у коме га скупштина моли да се и он, код Порте, заузме за одобрење ове одлуке.